# Ruzhenzevites
Ruzhenzevites es un género de foraminífero bentónico de la subfamilia Schwagerininae, de la familia Schwagerinidae, de la superfamilia Fusulinoidea, del suborden Fusulinina y del orden Fusulinida. Su especie tipo es Schwagerina pailensis var. ferganensis. Su rango cronoestratigráfico abarcaba desde el Gzheliense (Carbonífero superior) hasta el Sakmariense (Pérmico inferior).

## Discusión
Clasificaciones más recientes incluyen Ruzhenzevites en la superfamilia Schwagerinoidea, y en la subclase Fusulinana de la clase Fusulinata. Algunas clasificaciones han incluido Monodiexodina en la subfamilia Monodiexodininae.

## Clasificación
Ruzhenzevites incluye a las siguientes especies:
- Ruzhenzevites ferganensis †
  - Ruzhenzevites ferganensis curtus †
  - Ruzhenzevites ferganensis grandiusculus †
- Ruzhenzevites subcylindricus †
- Ruzhenzevites praeferganensis †
- Ruzhenzevites zaladuensis †
  - Ruzhenzevites zaladuensis brevis †